# Таймыр (ледовая арена)
Ледовая арена «Таймыр» — самая северная ледовая арена в мире. Расположена в Дудинке (Красноярский край).

## Общие сведения
Вместимость арены — 300 человек. Длина арены — 56 м, ширина — 26 м. Общая площадь арены — 4 тыс. кв. м.
Арена позволяет проводить соревнования хоккеистов и фигуристов, а также керлингистов. Есть тренажерный зал и зал хореографии.
Строительство арены обошлось более чем в 380 млн рублей, 135 из которых выделил «Норильский никель». Открытие арены состоялось в сентябре 2014 года. На церемонии открытия выступили олимпийские чемпионы 2006 года по фигурному катанию Татьяна Тотьмянина и Максим Маринин.
В 2016 году на арене была открыта Школа кёрлинга при поддержке Федерации кёрлинга России и «Норникеля».
С 2016 года на арене проводится турнир Nornickel Curling Cup.